# 대한민국시도지사협의회
대한민국시도지사협의회(大韓民國市道知事協議會)는 전국의 광역지방자치단체장들로 구성된 협의체로서 1999년 1월에 지방자치법 제165조에 근거하여 설립되었다. 단체장들의 추대형식으로 선출되는 회장의 임기는 1년이며 국가균형발전위원회 참석 외에 국가경쟁력강화위원회에도 정식 회원으로 참석한다. 2005년 4월 7일에 지방분권의 실현과 지방정부의 공동사업을 체계적으로 추진하기 위하여 사무처를 발족시켜 운영해오고 있다.

## 설립 목적
시 · 도 상호 간의 교류와 협력을 증진하고 공동의 문제를 협의함으로써 지역사회의 균형발전과 지방자치의 건전한 육성에 기여함을 목적으로 하고 있다.

## 연혁
- 1999년 1월 23일 전국시도지사간담회에서 설립의결
- 2005년 4월 7일 전국시도지사협의회 사무처 개소
- 2010년 1월      한국지방자치단체국제화재단 국제협력사업 지원기능 이관, 사무처 조직개편 및 국제화지원실 신설, 지방의 국제협력사업 지원
- 2016년 전국시도지사협의회에서 대한민국시도지사협의회로 명칭변경

## 사무처의 기능
- 협의회 개최에 따른 회의소집 통보 및 회의준비
- 협의회 업무의 원활한 추진을 위하여 각 시 · 도간 연락 업무
- 협의회 운영에 따른 재무 · 회계관리
- 지방자치발전 관련 자료수집 · 배포 및 정보지원
- 지방자치제도 연구 및 정책분석 사업
- 지방분권 역량 강화를 위한 대외협력 관련사업 등
- 지방자치단체의 국제교류 협력사업 및 이와 관련한 위탁사업
- 기타 협의회 운영에 관한 사항

## 역대 회장
| 대수       | 회장   | 소속         | 재임 기간                         |
| ---------- | ------ | ------------ | --------------------------------- |
| 제1대      | 고건   | 서울특별시장 | 1999년 1월 23일~2002년 9월 23일   |
| 제2대      | 이명박 | 서울특별시장 | 2002년 9월 24일~2006년 6월 30일   |
| 제3대      | 김진선 | 강원도지사   | 2006년 8월 8일~2008년 10월 9일    |
| 제4대      | 허남식 | 부산광역시장 | 2008년 10월 10일~2011년 8월 25일  |
| 제5대      | 박준영 | 전라남도지사 | 2011년 8월 26일~2012년 10월 10일  |
| 제6대      | 김관용 | 경상북도지사 | 2012년 10월 11일~2013년 10월 17일 |
| 제7대      | 박맹우 | 울산광역시장 | 2013년 10월 17일~2014년 3월 31일  |
| 권한대행   | 최문순 | 강원도지사   | 2014년 3월 31일~2014년 7월 24일   |
| 제8대      | 이시종 | 충청북도지사 | 2014년 7월 25일~2015년 10월 15일  |
| 제9대      | 유정복 | 인천광역시장 | 2015년 10월 16일~2016년 9월 4일   |
| 제10대     | 최문순 | 강원도지사   | 2016년 9월 4일~2017년 7월 25일    |
| 제11대     | 김관용 | 경상북도지사 | 2017년 7월 26일~2018년 6월 30일   |
| 권한대행   | 이시종 | 충청북도지사 | 2018년 7월 1일~2018년 8월 13일    |
| 제12대     | 박원순 | 서울특별시장 | 2018년 8월 14일~2019년 7월 28일   |
| 제13대     | 권영진 | 대구광역시장 | 2019년 7월 29일~2020년 8월 5일    |
| 제14 ·15대 | 송하진 | 전라북도지사 | 2020년 8월 5일~2022년 6월 30일    |
| 권한대행   | 홍준표 | 대구광역시장 | 2022년 7월 1일~2022년 8월 19일    |
| 제16대     | 이철우 | 경상북도지사 | 2022년 8월 19일~2023년 12월 31일  |
| 제17대     | 박형준 | 부산광역시장 | 2024년 1월 1일~2024년 12월 31일   |
| 제18대     | 유정복 | 인천광역시장 | 2025년 1월 1일~                   |

## 역대 사무총장
| 대수   | 사무총장 | 재임 기간              |
| ------ | -------- | ---------------------- |
| 제1대  | 백성운   | 2005년 4월~2006년 11월 |
| 제2대  | 김태겸   | 2006년 12월~2012년 1월 |
| 제3대  | 이종범   | 2012년 1월~2014년 11월 |
| 제4대  | 박성환   | 2014년 11월~2016년 1월 |
| 제5대  | 도윤호   | 2016년 1월~2017년 1월  |
| 제6대  | 권영수   | 2017년 1월~2018년 9월  |
| 제7대  | 김윤식   | 2018년 9월~2019년 8월  |
| 제8대  | 전성환   | 2019년 8월~2021년 8월  |
| 제9대  | 조명우   | 2021년 8월~2022년 9월  |
| 제10대 | 이영달   | 2022년 9월~2023년 4월  |
| 제11대 | 유민봉   | 2023년 4월~            |

## 회원
| 직위명             | 이름   | 정당         | 취임일         | 비고   |
| ------------------ | ------ | ------------ | -------------- | ------ |
| 서울특별시장       | 오세훈 | 국민의힘     | 2021년 4월 8일 |        |
| 부산광역시장       | 박형준 | 국민의힘     | 2021년 4월 8일 |        |
| 대구광역시장       | 홍준표 | 국민의힘     | 2022년 7월 1일 |        |
| 인천광역시장       | 유정복 | 국민의힘     | 2022년 7월 1일 | 회장   |
| 광주광역시장       | 강기정 | 더불어민주당 | 2022년 7월 1일 | 감사   |
| 대전광역시장       | 이장우 | 국민의힘     | 2022년 7월 1일 |        |
| 울산광역시장       | 김두겸 | 국민의힘     | 2022년 7월 1일 |        |
| 세종특별자치시장   | 최민호 | 국민의힘     | 2022년 7월 1일 | 부회장 |
| 경기도지사         | 김동연 | 더불어민주당 | 2022년 7월 1일 |        |
| 강원특별자치도지사 | 김진태 | 국민의힘     | 2022년 7월 1일 |        |
| 충청북도지사       | 김영환 | 국민의힘     | 2022년 7월 1일 |        |
| 충청남도지사       | 김태흠 | 국민의힘     | 2022년 7월 1일 |        |
| 전라북도지사       | 김관영 | 더불어민주당 | 2022년 7월 1일 |        |
| 전라남도지사       | 김영록 | 더불어민주당 | 2018년 7월 1일 |        |
| 경상북도지사       | 이철우 | 국민의힘     | 2018년 7월 1일 |        |
| 경상남도지사       | 박완수 | 국민의힘     | 2022년 7월 1일 | 부회장 |
| 제주특별자치도지사 | 오영훈 | 더불어민주당 | 2022년 7월 1일 |        |

## 같이 보기
- 전국시도의회의장협의회
- 전국시장군수구청장협의회
- 전국시군자치구의회의장협의회
- 전국시도교육감협의회
- 광역자치단체